# 섬 총각
《섬 총각》은 SBS에서 하는 프로그램이다.

## 기획의도
섬총각 프로그램

## 제작진
- 극본 : 이유정
- 연출 : 한비인

## 출연진
- 임영웅